# 黃回祖
黃回祖（1397年—？），福建邵武府泰寧縣人，民籍。明朝政治人物。進士出身。

## 生平
福建鄉試中舉。宣德八年（1433年）癸丑科會試第四十三名，殿試登進士第二甲第十八名，擔任翰林庶吉士。

## 家族
曾祖父黃實甫。祖父黃□戊。父亲黃仕堅。